# Jeppe på bjerget (1981)
Jeppe på bjerget är en dansk film från 1981, regisserad av Kaspar Rostrup. Han skrev också manuset tillsammans med Henning Bahs efter pjäsen med samma namn från 1722 av norskfödde Ludvig Holberg.
Filmen vann tre Bodil-priser: Bästa film, bästa skådespelare (Buster Larsen) och bästa manliga biroll (Kurt Ravn). Den deltog också i den 12:e Moskva internationella filmfestivalen.